# Hinayana
Hīnayāna (हीनयान) es un término sánscrito y pali que significa el "vehículo inferior" o "deficiente, abandonado, defectuoso". El término surgió en el siglo I o II. 
Hīnayāna es el antagonista de Mahāyāna, que significa el "gran vehículo". Existe una variedad de interpretaciones en cuanto a quién o qué se refiere el término «Hīnayāna». El monje chino, Yijing, quien visitó la India en el siglo VII, diferenció Mahāyāna de Hīnayāna, pero también notó sus semejanzas: «Ambos adoptan el mismo Vinaya y tienen en común tanto la prohibición de las "cinco ofensas" (Anantarika-karma) como la práctica de las cuatro nobles verdades».

## Etimología
La palabra Hīnayāna está formada por hīna (हीन): «pobre», «inferior», «abandonado», «deficiente», «defectuoso»; y yāna (यान): «vehículo», donde «vehículo» significa «una manera de alcanzar la iluminación». La Sociedad de Texto Pali, en su diccionario pali-inglés (1921-1925), definió hīna en un término incluso más fuerte, el cual incluye en su campo semántico «pobre, miserable, vil, innoble, abyecto, despreciable e infame».
En los idiomas chino, coreano, vietnamita y japonés, el término fue traducido por Kumārajīva y en otros como «vehículo pequeño» (小 significa «pequeño», 乘 significa «vehículo»). El término mongol (Baga Holgon) para Hīnayāna también significa vehículo «pequeño» o «menor», mientras que en tibetano hay al menos dos palabras para designar el término, Theg Chung (tibetano: ཐེག་ཆུང་) que significa «vehículo pequeño», y Theg Dman (tibetano ཐེག་དམན་) que significa «vehículo inferior» o «enfoque espiritual inferior».

## Orígenes
Según Jan Nattier, lo más probable es que el término Hīnayāna sea posterior al término Mahāyāna, y fue solo agregado en una fecha postrera debido a la oposición y los conflictos entre bodhisattvas y sravakas. La secuencia de los términos entonces comenzaría con Bodhisattvayana, el cual le daría el epíteto Mahayana («Gran vehículo»). Sólo más tarde, después que las actitudes hacia los bodhisattvas y sus enseñanzas se volvieran más crítica, el término Hīnayāna sería creado como una derivación, contrastando con el ya establecido término Mahāyāna.
Los primeros textos Mahāyānas a menudo usaban el término Mahāyāna como un epíteto y sinónimo para Bodhisattvayana, sin embargo el término Hīnayāna es relativamente raro en textos antiguos, y generalmente no se encuentran en absoluto en las primeras traducciones. Por lo tanto, la simetría a menudo percibida entre Mahāyāna y Hīnayāna puede ser engañosa, ya que los términos no fueron acuñados en realidad en relación el uno con el otro en la misma era.
De acuerdo con Paul Williams, «la idea errónea profundamente arraigada sobre una constante y omnipresente crítica del Vehículo Menor por el Mahāyāna no es sustentada por nuestros textos». Williams plantea que, mientras la evidencia de un conflicto está presente en algunos casos, también existe evidencia sustancial que demuestra la coexistencia pacífica entre las dos tradiciones.

## Miembros Mahāyānas de las escuelas del budismo temprano
Aunque las 18 o 20 primeras escuelas del budismo son a veces vagamente clasificadas como Hīnayāna en los tiempos modernos, esto no es necesariamente exacto. No hay evidencia de que alguna vez Mahāyāna se refiriera a una escuela de budismo formal separada, sino que existía como un cierto conjunto de ideales y doctrinas posteriores, para bodhisattvas.
Paul Williams también ha señalado que el Mahāyāna nunca tuvo o incluso intentó tener una Vinaya separada u ordenación de linaje de las primeras escuelas budistas, y por lo tanto cada monje (bhikkhu y bhikkhuni) se adhiere al Mahāyāna formalmente al pertenecer a una escuela anterior. Esto continúa hoy con el linaje de ordenación Dharmaguptaka en el este de Asia, y el linaje de ordenación Mūlasarvāstivāda en el budismo tibetano. Por lo tanto Mahāyāna nunca fue una secta separada rival de las primeras escuelas.
Fue a partir de que los monjes chinos visitaran la India, ahora sabemos que tanto los monjes Mahāyāna y no-Mahāyāna de la India a menudo vivían en los mismos monasterios uno al lado de otro.
El monje budista chino y peregrino, Yijing, escribió acerca de la relación entre los diversos «vehículos» y las primeras escuelas budistas de la India: «Existen en el Oeste numerosas subdivisiones de escuelas que tienen orígenes diferentes, pero sólo hay cuatro escuelas principales de la tradición continua». Estas escuelas son concretamente la Nikāya Mahasamghika, Nikāya Sthavira, Nikāya Mūlasarvāstivāda y Nikāya Saṃmitīya. Al explicar sus afiliaciones doctrinales, luego escribiría: «Cuál de las cuatro escuelas deben agruparse con el Mahāyāna o Hīnayāna no está determinado». Es decir, no había ninguna correspondencia simple entre una escuela budista y si sus miembros aprendieran las enseñanzas Hīnayāna o Mahāyāna. 

## Diferencias filosóficas
Los Mahayanas estaban al principio en la dialéctica filosófica con la Vaibhāśika-Sarvastivada, que tenía ampliamente el más «amplio edificio de doctrinas sistemáticas» de las escuelas Nikaya. Con esto en mente, a veces se argumenta que el Theravada no habría sido considerado una escuela Hīnayāna por mahayanas porque a diferencia de la escuela ya extinta Sarvastivada, el objeto principal de la crítica Mahāyāna, la escuela Theravada no reclama la existencia de dharmas independientes, en este mantiene la actitud del budismo primitivo.
Algunas cifras Theravadas contemporáneas han indicado así una postura comprensiva hacia la filosofía Mahāyāna encontrada en el Sutra del Corazón y las Estancias fundamentales sobre el Camino Medio.
Los Mahayanas se molestaron por los pensamientos superficiales de los Sarvastivadins y los Sautrantikas, y en el énfasis de la doctrina de la vacuidad. Kalupahana sostiene que ellos se esforzaron en preservar la primera enseñanza. Los Theravadas también refutaron a las Sarvastivadas y Sautrantikas (y otras escuelas) por motivos de que sus teorías estaban en conflicto con el no-sustancialismo del canon. Los argumentos Theravadas se conservan en el Kathavatthu.

## Opiniones de los Budistas Theravadas
Algunos budistas theravadas se han opuesto a la identificación de Theravada con Hinayana, ya que es visto como un término despectivo. Como lo ha señalado Walpola Rahula en su Joyas de Sabiduría Budista:
No hay que confundir Hīnayāna con Theravāda porque los términos no son sinónimos. El Budismo Theravada llegó a Sri Lanka durante el siglo tercero antes de Cristo, cuando no había Mahāyāna en absoluto. Las sectas Hīnayānas se desarrollaron en la India y tuvieron una existencia independiente de la forma de Budismo que existía en Sri Lanka. Hoy en día no existe ninguna secta Hīnayāna en ninguna parte del mundo. Por lo tanto, en 1950 la Asociación Mundial de Budistas, inaugurada en Colombo decidió, por unanimidad, que el término Hinayana debiera omitirse cuando se refiera al Budismo existente hoy en Sri Lanka, Tailandia, Birmania, Camboya, Laos, etc.
La escuela Theravada mantuvo una presencia en la India por mucho tiempo, sin embargo actualmente se encuentra establecida en Sri Lanka. Además, desde el tiempo de las escrituras de Rahula, considerables evidencias ha surgido indicando que Theravadas y Mahayanas interactuaron extensamente en Sri Lanka durante todo el primer milenio de nuestra era, así que cualquier sugerencia de que no hubo contacto entre los dos sería incorrecto.